# Колос (зупинний пункт)
Ко́лос — пасажирський залізничний зупинний пункт Херсонської дирекції залізничних перевезень Одеської залізниці.
Розташований біля села Новоолександрівка Каланчацького району Херсонської області на лінії Херсон — Вадим між станціями Новокиївка (11 км) та Каланчак (4 км).